# Anne otthonra talál (televíziós sorozat)
Az Anne otthonra talál vagy Anne, E-vel a végén! (eredeti cím: Anne with an E) 2017 és 2019 között vetített amerikai–kanadai drámasorozat, amelyet Moira Walley-Beckett alkotott és írt, Lucy Maud Montgomery azonos című regénye alapján. A főbb szerepekben Amybeth McNulty, Geraldine James, Dalila Bela, Lucas Jade Zumann, Aymeric Jett Montaz látható.
Kanadában 2017. március 19-én a CBC Television, Amerikában 2017. május 19-én a Netflix, Magyarországon 2022. április 13-án a Duna mutatta be. Magyarországon a Netflixen is elérhető feliratosan.
2019-ben három évad után törölték a sorozatot.

## Cselekmény
1896-ban az idős testvérpár, Matthew és Marilla Cuthbert (akik együtt élnek, mivel soha nem házasodtak meg) úgy dönt, örökbe fogadnak egy árva fiút, hogy segítsen őseik Green Gables nevű farmján, Avonlea városka szélén, a Prince Edward-szigeten. Amikor Matthew elmegy a gyerekért a vasútállomásra, a 13 éves Anne Shirley-t, egy fantáziadús, okos, élénk lelkű és beszédes lányt talál helyette. Anne árván maradt, amikor szülei néhány hónapos korában meghaltak, és különböző háztartásokban élt cselédként, mielőtt árvaházba került.
Míg Matthew úgy dönt, hogy szeretné, ha Anne maradna, Marilla nem bízik Anne-ben, tekintettel arra, hogy Anne ismeretlen árva, és a fiatal lány haszontalannak tartja. Bizalmatlansága megerősödni látszik, amikor Marilla nem találja meg a brosst, ami arra engedi következtetni, hogy Anne tolvaj. Cuthberték elküldik a lányt, és ezzel "visszaküldik" az árvaházba. Bár a lány visszaérkezik az árvaházba, rettegve lép be oda, mert kísérti az ott elszenvedett zaklatás, és visszatér a vasútállomásra. Eközben Marilla rájön, a brosst nem ellopták, hanem rossz helyre tették, és ez a felfedezés megérteti vele, hogy Anne nem tolvaj. Matthew következésképpen megtalálja Anne-t, és meggyőzi, hogy térjen vissza Green Gablesbe, ahol hivatalosan is a családjuk részévé válik. Anne azonban továbbra is szembesül az avonleai iskola diákjainak zaklatásával, valamint Diana szülei és a közösség többi tagja által gyakorolt osztályalapú megkülönböztetéssel. Anne ismét visszatér, és megpróbálja elnyerni Avonlea többi lakosának elfogadását, felhasználva túlélési mechanizmusait: intelligenciáját, problémamegoldó képességét és képzelőerejét.

## Szereplők

### Főszereplők
| Szereplők                | Színész             | Magyar hang   | Évadok |
| ------------------------ | ------------------- | ------------- | ------ |
| Anne Shirley             | Amybeth McNulty     | Vida Sára     | 1–3.   |
| Marilla Cuthbert         | Geraldine James     | Kiss Mari     | 1–3.   |
| Diana Barry              | Dalila Bela         | Károlyi Lili  | 1–3.   |
| Gilbert Blythe           | Lucas Jade Zumann   | Nagy Gereben  | 1–3.   |
| Jerry Baynard            | Aymeric Jett Montaz |               | 1–3.   |
| Matthew Cuthbert         | R. H. Thomson       | Dunai Tamás   | 1–3.   |
| Rachel Lynde             | Corrine Koslo       | Zsurzs Kati   | 1–3.   |
| Sebastian "Bash" Lacroix | Dalmar Abuzeid      |               | 2–3.   |
| Cole Mackenzie           | Cory Grüter-Andrew  |               | 2–3.   |
| Miss Muriel Stacy        | Joanna Douglas      | Molnár Zsuzsa | 2–3.   |
| Winifred "Winnie" Rose   | Ashleigh Stewart    |               | 3.     |

### Mellékszereplők
| Szereplők         | Színész         | Magyar hang  |
| ----------------- | --------------- | ------------ |
| Mr. William Barry | Jonathan Holmes | Barát Attila |

### Magyar változat
- Bemondó: Korbuly Péter
- Magyar szöveg: Pallinger Emőke
- Szerkesztő: Németh Beatrix
- Hangmérnök és vágó: Kis Pál
- Gyártásvezető: Bogdán Anikó
- Szinkronrendező: Pócsik Ildikó
- Produkciós vezető: Fodor Eszter

A szinkront a MAHIR Stúdió készítette el.

## Évados áttekintés
| Évad | Évad | Epizódok | Kanadai sugárzás     | Kanadai sugárzás   | Kanadai adó     | Amerikai sugárzás | Amerikai sugárzás    | Amerikai adó         | Magyar sugárzás   | Magyar sugárzás | Magyar adó |
| Évad | Évad | Epizódok | Évadpremier          | Évadfinálé         | Kanadai adó     | Évadpremier       | Évadfinálé           | Amerikai adó         | Évadpremier       | Évadfinálé      | Magyar adó |
| ---- | ---- | -------- | -------------------- | ------------------ | --------------- | ----------------- | -------------------- | -------------------- | ----------------- | --------------- | ---------- |
|      | 1    | 7        | 2017. március 19     | 2017. április 30.  |                 | 2017. május 12.   | 2017. május 12.      |                      | 2022. április 13. | 2022. május 25. |            |
|      | 2    | 10       | 2018. szeptember 23. | 2018. november 18. | 2018. július 6. | 2018. július 6.   | 2023. augusztus 9.   | 2023. szeptember 13. |                   |                 |            |
|      | 3    | 10       | 2019. szeptember 22. | 2019. november 24. | 2020. január 3. | 2020. január 3.   | 2023. szeptember 20. | 2023. november 22.   |                   |                 |            |

## Epizódok

### 1. évad (2017)
| Sor. | Év. | Cím                                                                         | Rendező           | Író                  | Premier                                             |
| ---- | --- | --------------------------------------------------------------------------- | ----------------- | -------------------- | --------------------------------------------------- |
| 1.   | 1.  | Szabad akarattal döntesz sorsod felől (Your Will Shall Decide Your Destiny) | Niki Caro         | Moira Walley-Beckett | 2017. március 19. 2017. május 12. 2022. április 13. |
| 2.   | 2.  | Nem vagyok rabmadár (I Am No Bird, and No Net Ensnares Me)                  | Helen Shaver      | Moira Walley-Beckett | 2017. március 26. 2017. május 12. 2022. április 20. |
| 3.   | 3.  | Nincs makacsabbb, mint a fiatalság (But What Is So Headstrong as Youth?)    | Sandra Goldbacher | Moira Walley-Beckett | 2017. április 2. 2017. május 12. 2022. április 27.  |
| 4.   | 4.  | Kincs rejtőzik bennem (An Inward Treasure is Born)                          | David Evans       | Moira Walley-Beckett | 2017. április 9. 2017. május 12. 2022. május 4.     |
| 5.   | 5.  | Rokon lelkek, ha egymásra találnak (Tightly Knotted to a Similar String)    | Patricia Rozema   | Moira Walley-Beckett | 2017. április 16. 2017. május 12. 2022. május 11.   |
| 6.   | 6.  | A bűntudat megmérgezi az életét (Remorse Is the Poison of Life)             | Paul Fox          | Moira Walley-Beckett | 2017. április 23. 2017. május 12. 2022. május 18.   |
| 7.   | 7.  | Ahol vagy, ott az én otthonom (Wherever You Are Is My Home)                 | Amanda Tapping    | Moira Walley-Beckett | 2017. április 30. 2017. május 12. 2022. május 25.   |

### 2. évad (2018)
| Sor. | Év. | Cím | Rendező        | Író                  | Premier                                                 |
| ---- | --- | --- | -------------- | -------------------- | ------------------------------------------------------- |
| 8.   | 1.  | Az ifjúság a remény ígérete (Youth is the Season of Hope)                                                 | Helen Shaver   | Moira Walley-Beckett | 2018. szeptember 23 2018. július 6. 2023. augusztus 9.  |
| 9.   | 2.  | Apró jelek, nagy következtetések (Signs are Small Measurable Things, but Interpretations are Illimitable) | Paul Fox       | Shernold Edwards     | 2018. szeptember 30. 2018. július 6. 2023. augusztus 9. |
| 10.  | 3.  | Bízz a megérzéseidben! (The True Seeing is Within)                                                        | Ken Girotti    | Kathryn Borel, Jr.   | 2018. október 7. 2018. július 6. 2023. augusztus 16.    |
| 11.  | 4.  | Vágyak és hiú remények (The Painful Eagerness of Unfed Hope)                                              | Anne Wheeler   | Jane Maggs           | 2018. október 14. 2018. július 6. 2023. augusztus 16.   |
| 12.  | 5.  | Az élet döntő pillanatai (The Determining Acts of Her Life)                                               | Norma Bailey   | Amanda Fahey         | 2018. október 21. 2018. július 6. 2023. augusztus 23.   |
| 13.  | 6.  | Téves következtetések (I Protest Against Any Absolute Conclusion)                                         | Ken Girotti    | Naledi Jackson       | 2018. október 28. 2018. július 6. 2023. augusztus 23.   |
| 14.  | 7.  | Életünk felbukkanó emlékei (Memory Has as Many Moods as the Temper)                                       | Anne Wheeler   | Jane Maggs           | 2018. november 4. 2018. július 6. 2023. augusztus 30.   |
| 15.  | 8.  | Hamis vélekedések (Struggling Against the Perception of Facts)                                            | Amanda Tapping | Shernold Edwards     | 2018. november 11. 2018. július 6. 2023. augusztus 30.  |
| 16.  | 9.  | Tetteink mutatják, mit érünk (What We Have Been Makes Us What We Are)                                     | Paul Fox       | Moira Walley-Beckett | 2018. november 18. 2018. július 6. 2023. szeptember 6.  |
| 17.  | 10. | Így lesz jobb a világ (The Growing Good of the World)                                                     | Paul Fox       | Moira Walley-Beckett | 2018. november 18. 2018. július 6. 2023. szeptember 13. |

### 3. évad (2019)
| Sor. | Év. | Cím | Rendező        | Író                             | Premier                                                   |
| ---- | --- | --- | -------------- | ------------------------------- | --------------------------------------------------------- |
| 18.  | 1.  | Egy titok, amit fel akartam fedni (A Secret Which I Desired to Divine)                                   | Anne Wheeler   | Moira Walley-Beckett            | 2019. szeptember 22. 2020. január 3. 2023. szeptember 20. |
| 19.  | 2.  | Van valami a lelkemben, amit nem értek (There is Something at Work in My Soul Which I Do Not Understand) | Kim Nguyen     | Jane Maggs                      | 2019. szeptember 29. 2020. január 3. 2023. szeptember 27. |
| 20.  | 3.  | Mi állhat útjába az elszánt szívnek? (What Can Stop the Determined Heart)                                | Anne Wheeler   | Shernold Edwards                | 2019. október 6. 2020. január 3. 2023. október 4.         |
| 21.  | 4.  | Remélem, találkozunk odaát (A Hope of Meeting You in Another World)                                      | Norma Bailey   | Tracey Deer                     | 2019. október 13. 2020. január 3. 2023. október 11.       |
| 22.  | 5.  | Félelmet nem ismerek, tehát erős vagyok (I Am Fearless and Therefore Powerful)                           | Paul Fox       | Naledi Jackson                  | 2019. október 20. 2020. január 3. 2023. október 18.       |
| 23.  | 6.  | Vágyaim netovábbja (The Summit of My Desires)                                                            | Norma Bailey   | Amanda Fahey                    | 2019. október 27. 2020. január 3. 2023. október 25.       |
| 24.  | 7.  | A jó szellem hatalmas erőfeszítése (A Strong Effort of the Spirit of Good)                               | Paul Fox       | Kathryn Borel, Jr               | 2019. november 3. 2020. január 3. 2023. november 1.       |
| 25.  | 8.  | Hirtelen és gyökeres változás (Great and Sudden Change)                                                  | Amanda Tapping | Jane Maggs                      | 2019. november 10. 2020. január 3. 2023. november 8.      |
| 26.  | 9.  | Sűrű és félelmetes sötétség (A Dense and Frightful Darkness)                                             | Paul Fox       | Tracey Deer és Shernold Edwards | 2019. november 17. 2020. január 3. 2023. november 15.     |
| 27.  | 10. | Szívem nemesebb érzései (The Better Feeling of My Heart)                                                 | Amanda Tapping | Moira Walley-Beckett            | 2019. november 24. 2020. január 3. 2023. november 22.     |

## A sorozat készítése
A gyártó cégek a Northwood Anne, Northwood Entertainment és Canadian Broadcasting Corporation néven szerepelnek. Az vezető producerek Miranda de Pencier és a sorozat készítője Moira Walley-Beckett.
De Pencier szerint a regény televíziós sorozatra történő adaptációjának célja az volt, hogy a korábbi produkciókhoz képest más megjelenést és hangulatot biztosítson; a "dokumentarista realizmus" szintjére törekedtek, amit a díszletek és jelmezek tervezésének rendkívüli részletessége is tükröz.

### Forgatás
A sorozat néhány jelenetét Prince Edward-szigeten forgatták, de költségvetési okokból elsősorban Dél-Ontarioban, egy torontói stúdióban és szabadtéri helyszíneken forgatták.